# Gordonia benitoensis
Gordonia benitoensis är en tvåhjärtbladig växtart som först beskrevs av Brit. och Wils., och fick sitt nu gällande namn av Hsüan Keng. Gordonia benitoensis ingår i släktet Gordonia och familjen Theaceae. Inga underarter finns listade i Catalogue of Life.